# Yobidashi

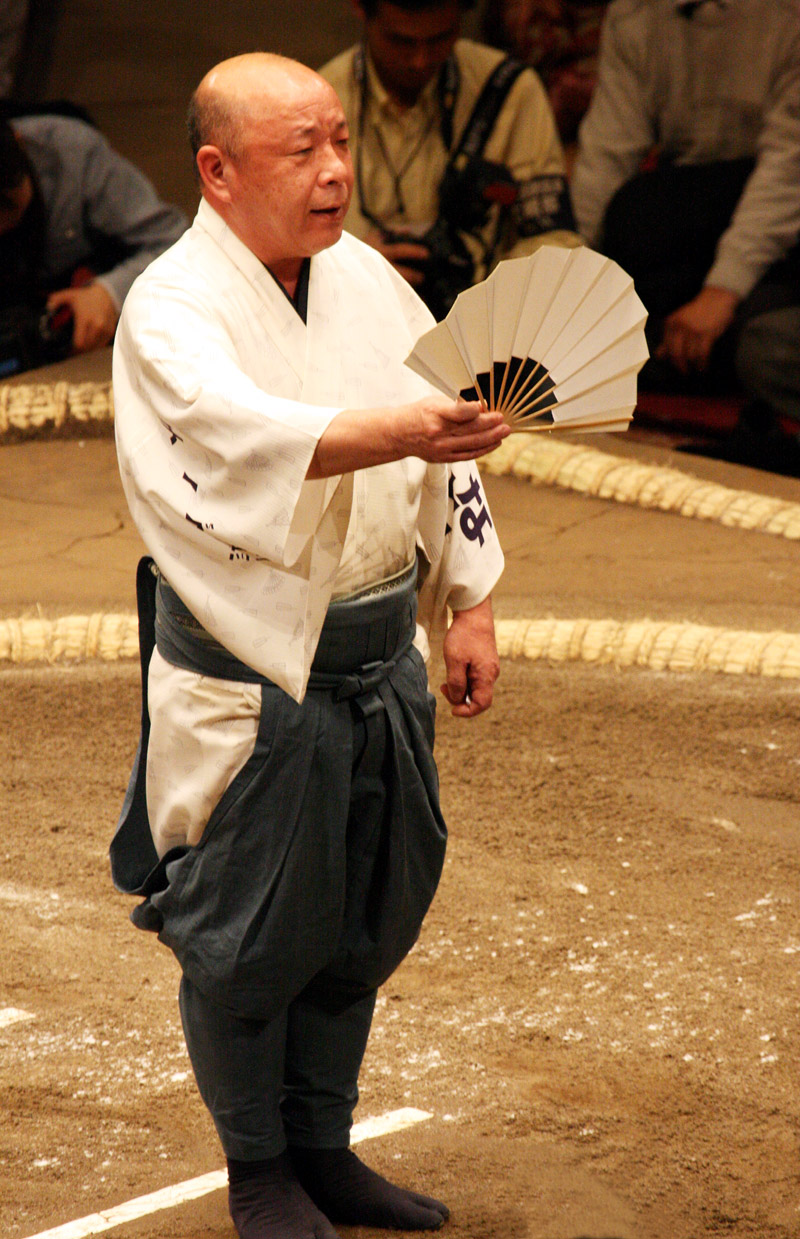
Hideo, como tate-yobidashi en el torneo de mayo de 2008

Un yobidashi (呼出 o 呼び出し, literalmente "llamado"), a menudo traducido al español como "ujier", "asistente de ring", o "anunciador de ring", es un empleado de la Asociación Japonesa de Sumo, responsable de una gran variedad de tareas esenciales para la realización de los torneos de sumo profesional (honbasho) en Japón. El yobidashi esta involucrado tanto en la construcción del dohyō (ring de combate) como en la anunciación y llamado de los luchadores (rikishi) al ring cuando es su turno de combatir. A estos también le son conferidos otros roles, ya sea tanto administrativos como artísticos, al servicio del establo al cual pertenecen.
Establecido durante el período Heian, el rol del yobidashi no sería codificado hasta la llegada de la era Tenmei. Apodados "los caballos de trabajo del sumo" por el ex-sekiwake Takamiyama, los yobidashi deben utilizar su vestimenta tradicional en público y además están sujetos a una estricta jerarquía dentro de su organización.

## Historia
El estatus de yobidashi no apareció hasta el año 1750. Antes de que el término apareciera para designar específicamente al personal encargado de anunciar a los luchadores, varios otros términos fueron utilizados con el paso del tiempo para designar a lo que hoy en día es el yobidashi. Durante el período Heian, existió un rol similar el cual recibió el nombre de fushō (奏上), cuya responsabilidad era la de presentar a los luchadores ante el emperador y los nobles que asistían a los combates. Durante el período Edo, el rol se volvió cada vez más codificado, por lo que el personal responsable de llamar a los luchadores luego heredó el nombre de maegyōji (前行司), significando "árbitros presentadores". Mas adelantes surgieron otros términos como el de fure (触れ) y nanori (名乗り), ambos de igual modo significando "anunciante de algo", para referirse más específicamente al personal encargado de anunciar a los luchadores. Ya desde tiempos remotos el yobidashi se sentaba sobre sus talones en el medio del ring cuando los luchadores llegaban y procedía a llamarlos uno por uno, por lo cual luego heredaron el nombre de tsubaki gyōji, significando "árbitros agachados".

## Carrera y rangos
La cantidad máxima de yobidashi permitidos en la Asociación Japonesa de Sumo es de cuarenta y cinco. Para abril de 2023, existen un total de cuarenta y cinco yobidashi activos dentro de la asociación.
Los yobidashi son empleados de la Asociación Japonesa de Sumo, y al igual que los luchadores, los gyōji y los tokoyama, estos deben estar afiliados a un establo obligatoriamente. Al igual que los gyōji, los nuevos aspirantes al cargo de yobidashi solo pueden empezar su carrera si estos tienen menos de diecinueve años y además deben haber completado su educación básica obligatoria. Muchos de ellos aplican a la edad de quince años, y no es poco común que algunos sean exluchadores que no lograron ascender pero que aun quieren permanecer dentro del mundo del sumo profesional. Una vez dentro, estos empiezan un largo ascenso dentro de la jerarquía de su organización, la cual esta prácticamente basaba en el mismo sistema de clasificación de los luchadores, hasta que alcanzan la edad de retiro obligatoria a la edad de sesenta y cinco años. El sistema de clasificación fue creado en julio de 1993 y consiste en los siguientes nueve rangos:
- tate-yobidashi (立呼出)
- fuku-tate-yobidashi (副立呼出)
- san'yaku-yobidashi (三役呼出)
- makuuchi-yobidashi (幕内呼出)
- jūryō-yobidashi (十両呼出)
- makushita-yobidashi (幕下呼出)
- sandanme-yobidashi (三段目呼出)
- jonidan-yobidashi (序二段呼出)
- jonokuchi-yobidashi (序ノ口呼出)

La promoción dentro de estos rangos está basada principalmente en la experiencia, aunque la habilidad del individuo también se toma en consideración, particularmente durante las promociones a los rangos más altos. Los yobidashi más jóvenes sin embargo deben recibir al menos seis meses de entrenamiento teórico en una de las salas de entrenamiento del Kokugikan bajo el tutelaje de uno de sus superiores. A un yobidashi le toma unos quince años ascender desde lo más bajo de la jerarquía hasta el rango de jūryō-yobidashi. Los makuuchi-yobidashi son promovidos solamente tras haber cumplido treinta años de servicio. Los tate-yobidashi generalmente no son promovidos hasta que estos hayan alcanzado entre cuarenta y cuarenta y cinco años de servicio. Muchos de estos rangos se asemejan a los del sistema de clasificación de los rikishi, o luchadores, con la excepción del tate-yobidashi y el fuku-tate-yobidashi, los cuales definen tanto al yobidashi jefe (el más alto rango) como al jefe adjunto (el segundo al mando) respectivamente. Este sistema es idéntico al aplicado a los gyōji. Antes de julio de 1993, los yobidashi eran simplemente clasificados por primer rango, segundo rango, tercer rango y así sucesivamente.
Mientras que el tate-yobidashi gana entre 360 mil y 400 mil yenes ($2.513 dólares o €2.313 euros para noviembre de 2023) al mes, equivalentes al ingreso promedio de un asalariado japonés, los aprendices más jóvenes ganan solamente 14 mil yenes ($97 dólares o €89 euros para noviembre de 2023) al mes. En el pasado, los yobidashi solo vivían de las propinas que recibían. Al igual que a los luchadores de bajo rango los cuales no disfrutan de ciertas libertades, los yobidashi más jóvenes también tienen prohibido el vivir en cualquier lugar que no sea su establo y además no tienen permitido casarse, mientras que a los yobidashi del sekitori si le son permitidos disfrutar de estas libertades y además le son asignados como mínimo un tsukebito. Las tareas que tiene que desempeñar un yobidashi dependerá mayormente de su rango, y a pesar de que todos los yobidashi son muy versátiles, solo los de más alto rango aparecen al final del día de un torneo realizando las actividades que los exponen al ojo del público.
Desde octubre de 2019, el cargo de tate-yobidashi ha quedado vacante después de que el anterior funcionario, Takuro, del Heya Kasugano, fuera suspendido por dos torneos y anunciado su retiro tras haberse descubierto que este golpeó a un yobidashi mas joven en la cabeza después haberlo pillado sentado en el área de espectadores comiendo durante los jungyō. En septiembre de 2023, sin embargo, se anunció que Jirō (también del Heya Kasugano), sería promovido por dos rangos para convertirse en el nuevo tate-yobidashi desde el 25 de diciembre del mismo año, justo cuando el banzuke para enero de 2024 fue revelado. En la misma fecha, el rol de fuku-tate-yobidashi (vacante desde noviembre de 2015) fue asumido por Katsuyuki del Heya Shibatayama.

## Responsabilidades

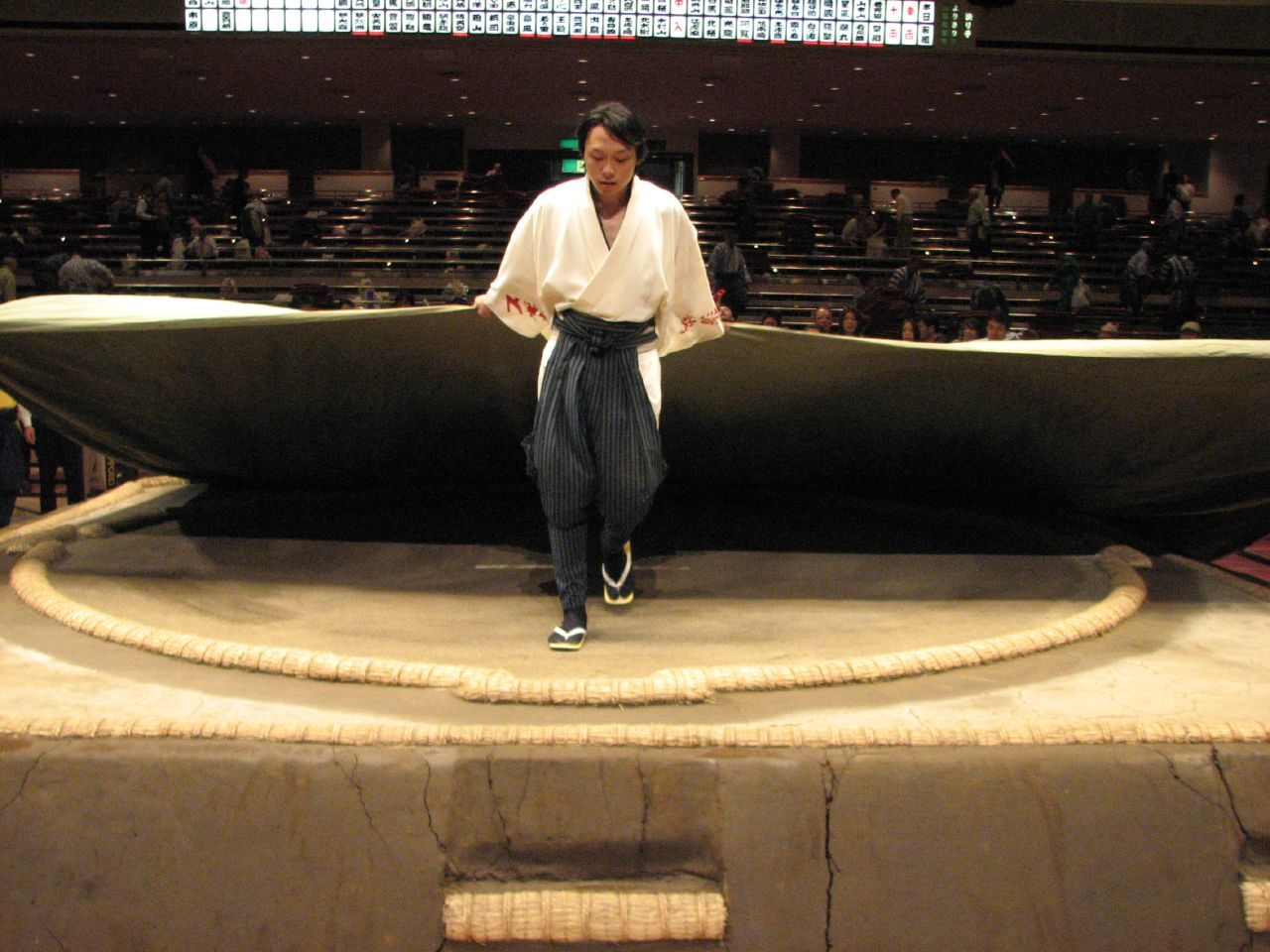
Cuando un día de torneo acaba, el yobidashi procede a cubrir el dohyō.

Durante los torneos, los yobidashi son, por lejos, los empleados más ocupados en la asociación, teniendo que quedarse durante todos los días que dure el torneo desde las 7:30 AM hasta las 6 PM. Las tareas que estos realizan por lo general empiezan antes de la inauguración de los torneos (honbasho), sobre todo las que involucran a la construcción del dohyō (ring de sumo).

### Construyendo el ring
La construcción comienza cinco días antes del primer día del torneo (shonichi). Se necesitan cerca de cuarenta toneladas de arcilla especial, llamada Arakida, recolectadas en la población de Kawagoe (Prefectura de Saitama) para la construcción del dohyō. El material es transportado por los yobidashi utilizando pequeños camiones. A la vez que construyen el ring, los yobidashi también son responsables de la orientación del tsuriyane (el techo suspendido encima del dohyō). La supervisión de los trabajos de construcción no necesariamente tiene que caer en manos del tate-yobidashi. Dependiendo de sus habilidades, un san'yaku-yobidashi también puede hacerse cargo de la supervisión de las obras de construcción del ring. Durante los jungyō (giras regionales), no todos los yobidashi se encuentran presentes, y no es poco común que voluntarios locales se ofrezcan a ayudar con los trabajos de construcción del dohyō.

### Llamando a los luchadores
El trabajo más emblemático de los yobidashi es el de anunciar y llamar a los luchadores para que entren al ring cuando les toca su día de combate. Vestidos de manera tradicional y portando un abanico blanco sencillo, estos llaman a los luchadores por su shikona, o nombre de ring, utilizando una voz aguda y de una manera melódica. El uso del abanico fue pensado originalmente para prevenir que gotas de saliva cayesen en el suelo sagrado del dohyō. Debido al gran número de luchadores en las divisiones, los yobidashi que entran al ring pueden vérseles a veces utilizando una hoja con los nombres para así no cometer ningún error en frente del público. En los días impares, el llamado es realizado de este a oeste, mientras que en los días pares el llamado se realiza en el sentido contrario.

### Otras tareas

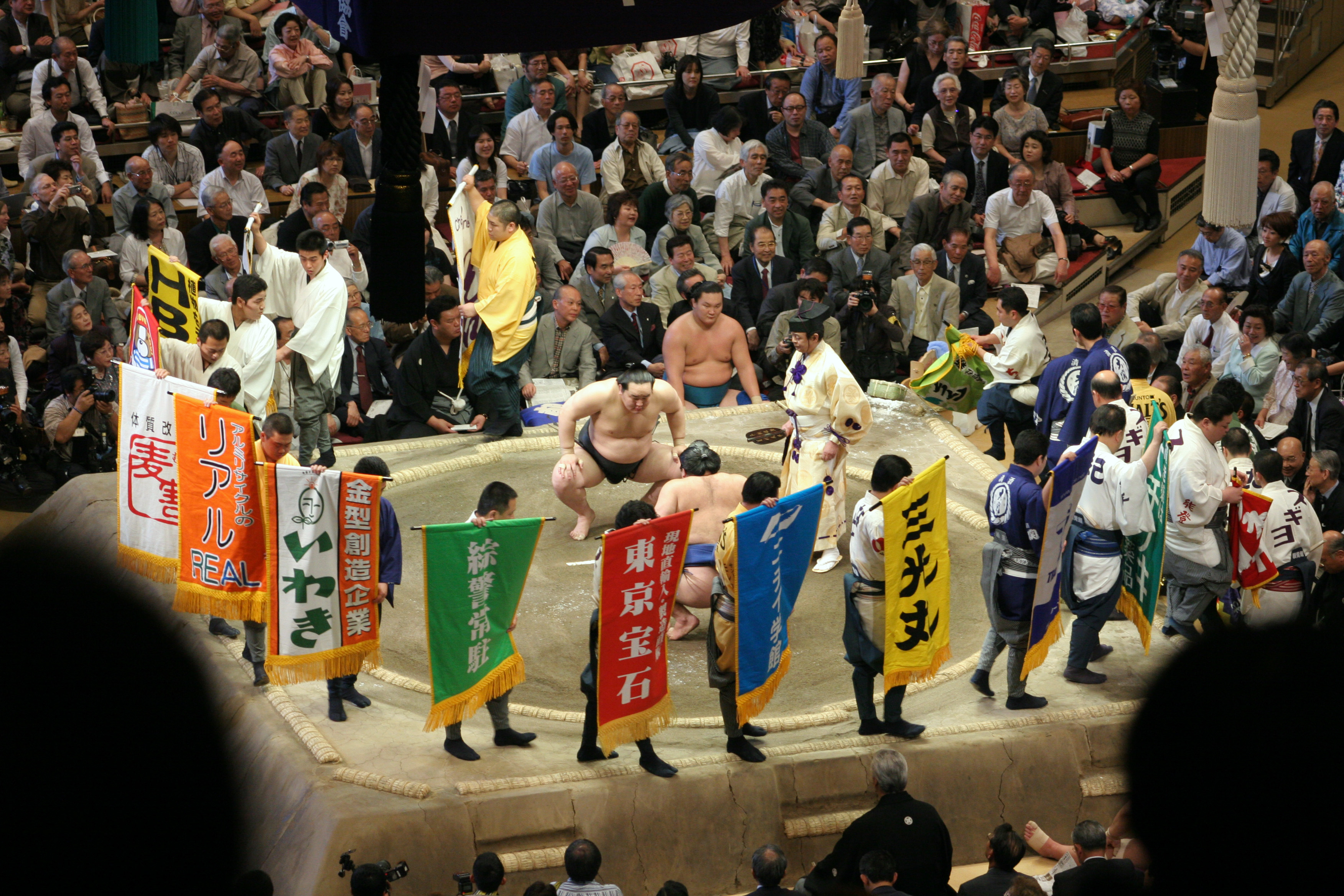
Los estandartes kenshō (publicitarios) son presentados antes del combate.

Otra de las tareas reconocibles del yobidashi consiste en la presentación de los estandartes kenshō (estandartes publicitarios) al rededor del ring antes de ciertos combates específicos entre luchadores populares, los cuales comúnmente son patrocinados por empresas. Los yobidashi también son responsable de tocar el tambor taiko en diferentes momentos del día. Originalmente, estas señales se utilizaban para enviar un mensaje a los espectadores afuera de la arena. El primer sonido del tambor es el ichiban-daiko (一番太鼓), tocado durante los quince días que duran los torneos, por treinta minutos desde las 8 AM para anunciar la apertura de un día de combates. Al final del día, inmediatamente después de la ceremonia del yumitori-shiki (girada del arco), el hane-daiko (跳ね太鼓) es tocado para indicarle a los espectadores que deben dejar la arena y dispersarse. Antes de la Segunda Guerra Mundial, los yobidashi formaban parte de las giras regionales de manera separada y divididos por ichimon (clan), por lo que el método utilizado para tocar el tambor era siempre diferente y estas variaciones aun se han mantenido hoy en día, incluso si ahora todos los yobidashi forman parte de las giras equitativamente. Por último, los yobidashi de más alto rango acompañan a los luchadores del sekitori durante su dohyō-iri (ceremonia de entrada al ring) tocando sus hyōshigi, un instrumento que consiste de dos piezas de madera de cerezo unidas por un cordel.
Otras tareas durante los combates incluyen, barrer la arena del ring, proveer de suficiente sal de purificación a los luchadores, entregarle las toallas a los luchadores, presentar los estandartes que indican cuando un combate ha sido decidido por defecto (usualmente debido al retiro de un competidor), o sujeto a una repetición tras los dos próximos combates, y asegurar que, durante un enfrentamiento, ningún luchador se lastime a sí mismo con los baldes de chikara-mizu (agua de poder) situados en cada lado del ring, este y oeste. Los yobidashi también son responsables de traer los cojines donde se sientan los luchadores del makuuchi, los cuales le son otorgados por sus tsukebito (asistentes) cuando estos salen de los vestidores. Los yobidashi jóvenes también ayudan a los gyōji superiores durante la ceremonia kaobure gonjō. De manera menos pública, los yobidashi también se encargan de pequeñas tareas asignadas por los ejecutivos de la Asociación Japonesa de Sumo durante sus deberes como jueces o por los guardias en los corredores, como por ejemplo traerles bebidas o cigarrillos.
No obstante, las responsabilidades de los yobidashi no están simplemente confinadas a los días de torneo. Como yobidashi, al igual que los luchadores, estos pertenecen a un establo, por lo que también le son confiadas otras tareas por sus maestros de establo, como por ejemplo hacer diligencias o mantener un registro del progreso de los luchadores durante las sesiones de entrenamiento. Cuando un establo se va de gira durante los meses impares, los yobidashi también se hacen responsables de hacer los arreglos necesarios para reservar los alojamientos tanto para el maestro como para los luchadores. Cuando el keikoba (área de entrenamiento) de un establo necesita de hacérsele mantenimiento, los yobidashi del mismo ichimon, al cual el establo pertenece, se encargan de las obras de construcción.
También es costumbre que los yobidashi escriban canciones tradicionales, llamas jinku, basadas en la vida en el sumo.

## Nombres de ring
Los yobidashi solo eligen un nombre de pila como su nombre de ring, a diferencia de los luchadores (rikishi) y los gyōji los cuales si tienen tanto un nombre de pila como un apellido. Esta práctica se vendría remontando al período Edo en Japón cuando solo los a los samurai se les era permitido portar un apellido oficial. Los luchadores (los cuales están involucrados en una actividad marcial) y los gyōji (los cuales son personas letradas) portan un estatus social similar al que portaban los samurai, sin embargo, este no es el caso de los yobidashi. Al igual que en otras actividades japonesas tradicionales, el nombre profesional del yobidashi se deriva a veces del nombre del maestro bajo el cual estuvieron aprendiendo, heredando así uno de los kanji del nombre del maestro.
Desde julio de 1993, los yobidashi de más alto rango también tienen el honor de tener sus nombres agregados automáticamente en el banzuke, la lista de clasificación elaborada antes de cada honbasho (torneo). Exceptuando el período entre la era Kansei y la era Bunsei, solamente los gyōji eran agregados al banzuke junto a los nombres de los luchadores y sus respectivos maestro de establo, o oyakata.

## Uniforme

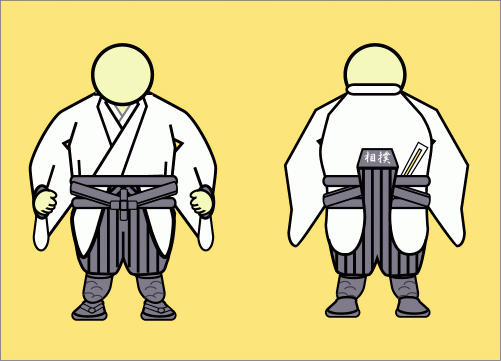
Vestimenta tradicional de un yobidashi.

La vestimenta utilizada por los yobidashi esta ligeramente basada en el antiguo estilo de vestimenta de los obreros japoneses, consistiendo de un tatsuke-bakama (裁着袴), pantalones de trabajo, y calcetines tabi. El kimono utilizado por los yobidashi a menudo incluye también el nombre de los patrocinadores en letras negras y además sus logos. Dado que actualmente existen ocho patrocinadores principales para la Asociación Japonesa de Sumo, cada yobidashi posee ocho diferentes kimonos los cuales utilizan durante los quince días que dura cada honbasho. La vestimenta es igual para todos los rangos de yobidashi y solo el kimono colocado en el torso varía de color y nombre en la espalda. Dado que los kimonos incluyen los nombres y logos de los patrocinadores, este es a menudo recibido como un obsequio por lo que los yobidashi raramente pueden elegir el color del mismo. Los colores y diseños de su hakama, en cambio, son elegidos por el ichimon (clan) al cual pertenecen, sin embargo, este también puede ser presentado por un rikishi recién promovido a ōzeki o yokozuna como un regalo conmemorativo y el shikona, o nombre de ring, de dicho luchador puede verse en la parte posterior del hakama, justo donde debería estar el nombre del establo al cual el yobidashi pertenece.